# Црква Светог архангела Михаила у Чиниглавцима
Црква Светог архангела Михаила у Чиниглавцима, насељеном месту на територији града Пирота, православни је храм који припада Епархији нишкој Српске православне цркве.
Црква посвећена Светом архангелу Михаилу саграђена је средином 19. века. У времену после Другог светског рата је запуштена и данас је у јако лошем стању. Потребна је хитна обнова.